# GNU Health
GNU Health ist ein freies Gesundheits- und Krankenhaus-Informationssystem mit den folgenden Funktionalitäten:
- Elektronische Gesundheitsakte
- Krankenhausinformationssystem (KIS)
- Laborinformationssystem (LIMS)[3]
- Gesundheitsinformationssystem

GNU Health verfolgt eine Multi-Plattform-Strategie und kann daher auf verschiedenen Betriebssystemen wie GNU/Linux, FreeBSD oder Windows verwendet werden. Als Datenbankmanagementsystem nutzt es PostgreSQL. Die Software ist in Python geschrieben und basiert auf Tryton, einer freien ERP-Software.

## Geschichte
Luis Falcón startete GNU Health im Jahr 2008 als ein Projekt für Gesundheitsförderung und Krankheitsprävention in ländlichen Gebieten. Der ursprüngliche Name lautete Medical. Ursprünglich setzte GNU Health OpenERP (jetzt Odoo) als unterliegendes ERP-Framework ein, wechselte allerdings, als OpenERP sein Lizenzmodell änderte, auf Tryton.
Seither hat sich die Software in ein Gesundheits- und Krankenhausinformationssystem weiterentwickelt, das von einem multidisziplinären internationalen Team unterstützt wird.  GNU Health ist ein Projekt von GNU Solidario, einer nicht profitorientierten Nichtregierungsorganisation, die in den Bereichen Gesundheit und Ausbildung mit freier Software tätig ist.

### Meilensteine
| Version | Erscheinungsdatum | Anmerkungen |
| ------- | ----------------- | --- |
| n.n.    | 12. Okt. 2008     | Das Projekt Medical wird auf SourceForge registriert. |
| 0.0.2   | 2. Nov. 2008      | Die Version 0.0.2 wird auf SourceForge veröffentlicht. |
| n.n.    | 15. Apr. 2010     | Medical wird auf dem Brasilianischen Regierungsportal Software Público Brasiliero (SPB) registriert. |
| n.n.    | 31. Juli 2010     | Medical wird im Open Source Observatory and Repository der Europäischen Kommission registriert. |
| n.n.    | 16. Apr. 2011     | Thymbra (deren Mitarbeiter die Software bis dahin entwickelt hatten) transferiert Medical zur NGO GNU Solidario. |
| n.n.    | 18. Apr. 2011     | Wechsel der Entwicklungsumgebung von OpenERP zum Tryton Framework. |
| n.n.    | 12. Juni 2011     | Das Projekt wird von Medical in GNU Health umbenannt. |
| 1.3.0   | 16. Aug. 2011     | Die Version 1.3.0 wird veröffentlicht, basierend auf Tryton und PostgreSQL. |
| n.n.    | 26. Aug. 2011     | Richard Stallman erklärt GNU Health zu einem offiziellen GNU Package. Das Entwicklerportal wird von SourceForge nach GNU Savannah verlegt. |
| 1.4.1   | 29. Okt. 2011     | Release der Version 1.4.1. Diese Version wird in das Software-Repository Python Package Index (PyPI) aufgenommen. |
| n.n.    | 25. Juni 2012     | Inbetriebnahme eines via Internet öffentlich zugänglichen GNU Health Test-Servers. |
| 1.8.0   | 9. Feb. 2013      | Release der Version 1.8.0, kompatibel mit Tryton 2.6 und Android-Client. |
| 1.8.1   | 18. März 2013     | Release der Version 1.8.1 mit Funktionalität für Intensivstationen. |
| 2.0.0   | 7. Juli 2013      | Release der Version 2.0.0. Kompatibel mit Tryton 2.8. Neue Module für Vernachlässigte Krankheiten, beginnend mit Chagas-Krankheit. Neuer Demografie-Abschnitt und Management der Wohneinheiten. Neues Serverinstallationsprogramm. Verbesserungen im Chirurgiemodul (ASA physical status classification system und Revised Cardiac Risk Index).                                 |
| 2.2.0   | 22. Sep. 2013     | Release der Version 2.2.0 mit Dengue and diagnostischen bildgebenden Verfahren. |
| 2.4.0   | 27. Jan. 2014     | Release der Version 2.4.0. |
| 2.4.0   | 22. März 2014     | Axel Braun veröffentlicht die erste Version der GNU Health Live CD (GNU Health 2.4, Tryton-Server 3.0.x, KDE 4, openSUSE 13.1). Die Live-CD ist ein ab USB-Stick oder CD bootbares Linux-System mit voll funktionsfähiger GNU-Health-Installation und Demo-Datenbank. |
| 2.6.0   | 6. Juli 2014      | Release der Version 2.6.0. Hinzugekommen sind Hashfunktionen zur Dokumentenverifikation, digitale Signaturen und die Integration von GNU Privacy Guard. |
| 2.8.0   | 1. Feb. 2015      | Release der Version 2.8.0. Wichtigste Neuerungen: Kompatibilität mit Tryton 3.4; Funktionen zur Aggregation und Synchronisation von Daten in verteilten Umgebungen; Universal Person Unique Identifier (PUID) und Universal Unique Identifier (UUID); HL7 FHIR Server; Geburtsurkunden und Totenscheine; erweiterte Kryptografiefunktionen (Integration von GNU Privacy Guard). |
| 3.2.0   | 26. Juli 2017     | Mit dem Erscheinen von openSUSE Leap 42.3 wird GNU Health Release 3.2 in die Standardauslieferung der Distribution aufgenommen. Damit einher geht ein automatisierter Test in openQA. |

## Verwendung
Implementierungen von GNU Health stehen weltweit in Verwendung, z. B. in Jamaika, in Pakistan am Dr. Akbar Niazi Teaching Hospital in Islamabad, in Laos, in Gabun, in Brasilien, auf den Philippinen, in Mexico oder in Südafrika. Jamaika nutzt GNU Health seit 2013 (als erstes Land) landesweit.
GNU Health soll in Krankenanstalten, Ambulanzen, Gruppen- und Einzelpraxen eingesetzt werden. Dabei werden die täglichen klinischen Abläufe ebenso berücksichtigt wie die Verwaltung der Ressourcen und um Public Health zu verbessern.

## Module
GNU Health bietet einen modularen Zugang rund um Kernfunktionen, bei dem verschiedene Funktionalitäten erweitert werden können, um die Bedürfnisse der jeweiligen Gesundheitseinrichtung abzudecken. Die 40 Module/Packages in der Version 4.x sind:
- Gesundheit: Haupt-Datenmodell für Objekte wie Patienten, Untersuchungen, Gesundheitseinrichtungen, Krankheiten, Terminvereinbarungen, Impfungen und Medikamente

Fachbezogen
- Chirurgie: Präoperative Checkliste, Operationen, Operationssäle, chirurgische Anamnese
- Gynäkologie und Geburtshilfe: Gynäkologie, Geburtshilfe, perinatale Informationen und Wochenbett
- Intensive Care Unit (ICU): Funktionalität für Intensivstationen
- Pädiatrie: Beinhaltet Module für Neonatologie, Pädiatrie und psychosoziale Evaluationsstandards (Pediatric Symptoms Checklist – PSC)
- Pädiatrische Wachstumskurven: beinhalten Perzentile und z-score charts
- Pädiatrische Wachstumskurven (WHO): beinhalten WHO-Perzentile

Anamnese und Risikofaktoren
- Anamnese: Spezifische Berichte für Patientenanamnese
- Sozioökonomie: Unter anderem Ausbildung, Beruf, Wohnsituation, feindliche Umgebung, Kinderarbeit und Prostitution.
- Lebensstil: Bewegung, Ernährung, Drogen, National Institute of Drug Abuse (NIDA) recreational drug database, Henningfield ratings, Sexualität, Risikofaktoren, Sicherheit zuhause, Kindersicherheit
- Genetik: Vererbbare Risiken. Etwa 4200 “Krankheitsgene” von der NCBI / GeneCards

Leistungen
- Archiv: Funktionalität um Altdaten oder eine Papier-Krankengeschichte zu verfolgen
- Bildgebung: Funktionalität für Anforderung für Diagnostische Bildgebung und deren Management
- Labor: Unterstützt die Anforderung, Durchführung und Befundung der Laboranalysen. Interface zu Labor-Informations- und Management-Systemen
- Lager: Pharmazeutische Lagerhaltung und automatische Lagerveränderung bei medizinischen Leistungen
- Leistungsgruppen: Gruppiert gesundheitsbezogene Leistungen für den Patienten. Es erlaubt auch, Rechnungen/Abrechnungspauschalen für die ausgewählten Leistungen zu legen.
- Medikamente: essentielle Medikamente der WHO
- Pflege: Pflegefunktionalität. Patientenrunden und Dienstübergaben, Medikamentenadministration und Pflege-Leistungen

Kodierung
- ICPM: WHO International Classification of Procedures in Medicine
- ICD-10: Kodierung von Diagnosen gemäß dem Klassifikationssystem ICD-10 der WHO
- ICD-10 PCS: Kodierung von Operationen und Leistungen nach dem ICD-10 Procedure Coding System (ICD-10-PCS) des US-amerikanischen Gesundheitsministeriums
- Reporting: Generiert Diagramme und Auswertungen für epidemiologische und gesundheitseinrichtungsbezogene Informationen.

Patientenadministration
- QR Codes: Ermöglicht QR-Codes zur Identifikation
- Kalender: Ermöglicht die Verbindung mit einem CalDAV-Client, einem freien Kalenderprogramm, und bietet Kalender für Wiederbestellungen und Untersuchungen.
- Stationär: stationäre Patientenaufnahme, Bettenvergabe, medizinische Leitlinien, Therapie- und Pflegepläne
- Stationär_Kalender: Ermöglicht Kalender für stationäre Patientenaufnahme und Bettenzuteilung

Public Health
- MDG6: Millennium Development Goal 6. Funktionalität im Kampf gegen Malaria, Tuberkulose und HIV/AIDS.
- NTD (Neglected Tropical Diseases): Basismodul für Vernachlässigte Krankheiten
- NTD Chagas: Funktionalität zur Vorsorge, Diagnose, Kontrolle und Management der Chagas-Krankheit.
- NTD Dengue: Überwachung und Management des Denguefiebers.

Programmverwaltung
- Crypto: Unterstützung für Dokumentensammlung / Speicherintegritätscheck mit Hashfunktionen; digitale Signatur und GNU Privacy Guard plugin.
- Profile: Zugangserlaubnisse für bestimmte Benutzer und Benutzergruppen

## Auszeichnungen
- GNU Health wurde 2011 mit dem Award for Projects of Social Benefit der Free Software Foundation ausgezeichnet.[24]
- GNU Health gewann den PortalProgramas 2012 für die Am Meisten Revolutionäre Freie Software und Software Mit Dem Größten Potential Für Wachstum.[25]
- GNU Health wurde am Weltgipfel zur Informationsgesellschaft 2013 in der Session ICT for Improving Information and Accountability for Women’s and Children’s Health der Weltgesundheitsorganisation WHO vorgestellt.[26]
- GNU Health wird mit dem Open Source Business Award 2016 der Open Source Business Alliance e.V. in Stuttgart ausgezeichnet[27]